# Erstatning
 For alternative betydninger, se Erstatning (flertydig). (Se også artikler, som begynder med Erstatning)
Erstatning betegner en økonomisk kompensation til en skadelidt.
I retlig forstand er der fem betingelser for, at et erstatningsansvar kan gøres gældende:
- Der skal være et ansvarsgrundlag – altså skal skadevolderen have handlet ansvarspådragende. Det vil normalt kræve, at skadevolderen har handlet culpøst – men på forskellige områder er ansvarsgrundlaget anderledes.
- Der skal være lidt et tab.
- Der skal være årsagssammenhæng mellem skadevolderens handling og tabet.
- Tabet skal være påregneligt.
- Der må ikke være ansvarsfritagende forhold, eksempelvis nødret.

Erstatning har til formål at genoprette en skade eller et tab, således at forholdene (for den skadelidte) så vidt muligt bringes tilbage til situationen før den skadevoldende adfærd. Erstatning skal således ikke fungere som en straf til skadevolderen eller en berigelse for den skadelidte. Erstatning kan derfor anvendes ved siden af strafansvar. På det obligationsretlige område kan erstatning også efter omstændighederne anvendes ved siden af misligholdelsesbeføjelserne.

## Straffeskader
I USA hører man ofte om større erstatninger or økonomisk kompensation som resultat af en sagsøgning. Dette skyldes, at USA har det, der kaldes "straffeskader"Punitive damages Arkiveret 12. april 2020 hos  Wayback Machine. Dette er erstatninger givet i tilfælde af skandaløs adfærd og/eller for at reformere eller afskrække sagsøgte og andre fra at udføre adfærd svarende til den, der dannede grundlaget for retssagen. Dermed er formålet med straffeskade ikke blot er at kompensere sagsøgeren, men sagsøgeren vil stadig modtage hele eller nogle af straffebestemmelserne.
Straffebeskyttelse tildeles generelt hvis normale erstatningsskader anses for et utilstrækkeligt middel. Domstolen kan pålægge dem at forhindre underkompensation af sagsøgere og for at tillade klagemuligheder for uopdagelige erstatninger og fjerne en anelse fra strafferetssystemet. Straffeskade er dermed vigtigt for overtrædelser af den lov, der er svær at opdage.
Straffeskader, der er tildelt under retssystemer, der anerkender dem, såsom det amerikanske, kan imidlertid være vanskelige at håndhæve i jurisdiktioner, der ikke anerkender dem. F.eks. ville strafbare skader, der tildeles en part i en amerikansk sag, være vanskeligt at få anerkendelse for ved en europæisk domstol, hvor strafbare skader sandsynligvis anses for at være i strid med "ordre public".
Da disse straffeskader normalt betales ud over sagsøgerens beviselige skader, tildeles straffeskader kun i særlige tilfælde, normalt under erstatningsret, hvis sagsøgtes adfærd var uredeligt skandaløs. Straffeskader kan normalt ikke tildeles i kontraktstvister. Den vigtigste undtagelse er dog i forsikringssager i USA, hvis forsikringsselskabets kontraktbrud påstås at være så omfattende, at det udgør et brud på den "underforståede pagt om god tro og retfærdig handel", og derfor betragtes som en erstatningssag, der er berettiget til straffeskade (ud over værdien af forsikringspolitikken).

### Størrelse af straffeskader
Der er ikke et maksimalt beløb for hvor store straffeskader, som den tiltalte kan pålægges at betale. I kraft af dommere og juryer, der afsiger dommer med højt strafferetlige skader, har USAs højesteret truffet flere beslutninger, der begrænser tildelingen af straffeskade gennem den behørige proces af lovbestemmelser i femte og fjortende ændringsforslag til De Forenede Staters forfatning. I en række sager har domstolen anført, at et forhold på 4:1 mellem straf og erstatning generelt er højt nok til at føre til konstatering af forfatningsmæssig uredelighed. Imidlertid udførte Højesteret en bemærkelsesværdig undtagelse fra denne proportionalitetsregel i tilfælde af TXO Production Corp. v. Alliance Resources Corp., hvor den bekræftede en tildeling på 10 mio. US dollars i bøder, til trods for at kompensationsskader kun var US19.000, et straf-til-kompensationsforhold på mere end 526 til 1, hvilket generelt er uhørt. I dette tilfælde bekræftede Højesteret, at uforholdsmæssigt store strafbare skader var tilladt for særlig uregelmæssig adfærd.